# Aeroportul Frans Kaisiepo
Aeroportul Frans Kaisiepo (IATA: BIK, ICAO: WABB) este un aeroport din Biak, Biak Numfor⁠(d), Papua⁠(d), Indonezia ce deservește zona Biak. Aeroportul a fost tranzitat în 2015 de 36.141 de pasageri. A fost deschis în 1973 și numit după Frans Kaisiepo⁠(d).
Situat la o altitudine de 14 m, aeroportul dispune de o singură pistă. Este operat de Angkasa Pura⁠(d).